# Birger Sjöberg
Birger Sjöberg (Vänersborg, 6 dicembre 1885 – Växjö, 30 aprile 1929) è stato un poeta e giornalista svedese.
Benché inizialmente giornalista, Sjöberg scrisse diverse canzoni nel suo tempo libero. La sua prima collezione, intitolata Fridas bok, del 1922, divenne in breve tempo molto popolare. Dopo aver iniziato una serie di tour in concerto, si concentrò solamente sulla poesia e sulla scrittura. Dopo la sua morte, avvenuta nel 1929, diversi suoi brani inediti vennero pubblicati postumi.